# 橋水運河
橋水運河連接英格蘭西北部的朗科恩、曼徹斯特和利。它由第三代橋水杜克公爵法蘭西斯·艾加頓委托，將煤炭從沃斯利的礦場運往曼徹斯特。該鐵路於1761年開通，從沃斯利至曼徹斯特，後來從曼徹斯特延伸至朗科恩，再從沃斯利延伸至利。
該運河通過位於康布鲁克的船閘與曼徹斯特運河相連；在曼徹斯特與羅慈地運河相連；在朗科恩東南部的普雷斯頓布魯克與特倫特和馬西運河相連；在利與利兹和利物浦運河相連。它曾經在朗科恩與默西河相連，但後來被一條通往銀禧橋的岔路切斷。在通往銀禧橋的道路改道後，朗科恩船閘修復協會發起了恢復船閘的活動。 
盡管桑基運河更早開通，但橋水運河被譽為運河時代的第一大成就。橋水因其工程壯舉而吸引公眾注意；它需要建造一條橫跨艾韋河的渡槽和一條位於沃斯利的隧道。它的成功激發了英國一段密集建設運河時期，即所謂運河狂熱。後來，它面臨來自利物浦和曼徹斯特鐵路以及馬格斯菲運河的激烈競爭。歷史上，該運河一直可以通航，是英國少數未被國有化的運河之一，至今仍為私人所有。現時，遊艇使用該運河，成為柴郡環運河網絡的一部分。